# Пекат (район)
Пека́т (індонез. Pekat) — один з 8 районів округу Домпу провінції Західна Південно-Східна Нуса у складі Індонезії. Розташований у західній частині. Адміністративний центр — село Пекат.
Населення — 31552 особи (2012; 30887 в 2010).

## Адміністративний поділ
До складу району входять 12 сіл:
| Населений пункт              | Населення, осіб (2010) |
| ---------------------------- | ---------------------- |
| Берінгін-Джая, село          | 1588                   |
| Доропеті, село               | 2529                   |
| Кадінді, село                | 4504                   |
| Кадінді-Барат, село          | 3823                   |
| Нангаміро, село              | 1822                   |
| Пекат, село                  | 5129                   |
| Персіапан-Каромбо, село      | 1050                   |
| Персіапан-Сорі-Татанга, село | 2107                   |
| Соріномо, село               | 2103                   |
| Тамбора, село                | 2098                   |
| Упт-Нангакара, село          | 1080                   |
| Чалабаї, село                | 3054                   |